# Quesnelia dubia
Quesnelia dubia är en gräsväxtart som beskrevs av Elton Martinez Carvalho Leme. Quesnelia dubia ingår i släktet Quesnelia och familjen Bromeliaceae. Inga underarter finns listade i Catalogue of Life.